# Clara Lichtenstein
 Clara Lichtenstein (* um 1860 in Budapest; † 3. Mai 1946 in Dorset) war eine englische Pianistin und Musikpädagogin.
Lichtenstein studierte Musik an dem von ihrem Onkel George Lichtenstein gegründeten Charlotte Square Institute in Edinburgh. Ihre ersten öffentlichen Auftritte hatte sie als Duettpartnerin des Pianisten Charles Hallé 1880. Im Folgejahr studierte sie an der Wiener Musikakademie; vermutlich hatte sie auch Unterricht bei Franz Liszt. Nach dem Tod ihres Onkels übernahm sie die Leitung des Charlotte Square Institute.
1899 ging sie auf Einladung von Lord Strathcona nach Montreal, um dort am neu gegründeten Royal Victoria College das Musikdepartment aufzubauen. 1904 wurde sie Prorektorin des Konservatoriums der McGill University, wo sie bis 1929 Klavier, Gesang, Musikgeschichte und -theorie unterrichtete. Zu ihren Schülern zählten die Sänger Pauline Donalda und Edmund Burke und die Pianisten Ellen Ballon und Marguerita Spencer. Im Strathcona Music Building der McGill University wurde ein Konzertsaal nach ihr benannt.